# Statut politico-administratif de la région autonome des Açores
Le statut politico-administratif de la région autonome des Açores (en portugais Estatuto Político-Administrativo da Região Autónoma dos Açores ou EPARAA) est une norme légale para-constitutionnelle qui encadre le régime d'autonomie constitutionnelle de l'archipel portugais des Açores. Il définit les compétences propres de l'administration régionale autonome, ainsi que la structure et le fonctionnement des organes de gouvernement propres à la région. Le statut est dans son essence une constitution régionale, qui donne corps au régime d'autonomie prévu par la Constitution de la République portugaise (CRP) de 1976. La région autonome de Madère dispose d'un statut similaire.

## Encadrement constitutionnel
La CRP prévoit, dans son article 161, que l'Assemblée de la République dispose de compétence politique et législative pour déterminer le statut politico-administratif des régions autonomes. Les statuts ont la forme d'une loi, ils définissent, aux termes de la CRP, les questions essentielles du statut d'autonomie comme la structure des organes du pouvoir régional, des éléments d'intérêt spécifique à la région, ainsi que le patrimoine et le pouvoir tributaires.

## Forme de vote
Reconnaissant le caractère para-constitutionnel du statut des régions autonomes, l'article 226 de la CRP détermine une procédure spéciale pour son vote, en réservant le droit d'initiative aux Assemblées législatives régionales des Régions autonomes. Les projets de loi respectifs sont alors envoyés pour discussion et vote à l'Assemblée de la République. Si cette dernière rejette le texte ou lui apporte des modifications, le texte est renvoyé à l'Assemblée législative régionale pour appréciation et rédaction d'un avis. L'Assemblée de la République procède à une délibération finale après avoir pris connaissance de l'avis de l'Assemblée législative régionale. Un régime identique est prévu dans le cas de l'altération des statuts.

## Structure et contenu
Le Statut actuel a été approuvé par la loi 39/80 du 5 août, modifiés par la loi 9/87 du 26 mars et par la loi 61/98 du 27 août. Dans sa version deux fois révisée le Statut contient 115 articles répartis en 6 titres :
1. Principes généraux
2. Organes régionaux
3. Représentations de l'État dans la Région
4. Dispositions spéciales concernant les relations entre les organes de la souveraineté nationale et les organes régionaux
5. Administration régionale
6. Régime économique et financier

## Dispositions d'intérêt spécifique
L'article le plus important, en ce qu'il définit les pouvoirs de gouvernement autonome, est le 8e, qui définit comme dispositions d'intérêt spécifiques (sur lesquelles la législation régionale, lorsqu'elle existe, prévaut sur la législation portugaise), les domaines suivants (numérotation donnée par le Statut, suivant l'alphabet portugais) :
- (a) Valorisation des ressources humaines et qualités de vie
- (b) Patrimoine et création culturelle
- (c) Protection de l'environnement et équilibre biologique
- (d) Protection de la nature et des ressources naturelles, de la santé publique, animale et végétale
- (e) Développement agricole et piscicole
- (f) Ressources hydriques, minérales, thermales ainsi que l'énergie produite localement
- (g) Utilisation des sols, habitation, urbanisme et aménagement du territoire
- (h) Voies de circulation, trafic automobile et transports terrestres
- (i) Infrastructures et transports maritimes et aériens entre îles
- (j) Développement du commerce et de l'industrie
- (l) Tourisme, folklore et artisanat
- (m) Sport
- (n) Organisation de l'administration régionale et des services qu'elle remplit
- (o) Politique démographique, d'émigration, et statut des résidents
- (p) Tutelle des collectivités territoriales et leur démarcation territoriale
- (q) Orientation, direction, coordination et vérification des services et instituts publics, des entreprises nationalisées ou publiques qui exercent leur activité exclusive ou prédominante dans la Région, et d'autres cas que l'intérêt régional justifie
- (r) Régime juridique d'exploitation des terres, dont la location de terres agricoles
- (s) Frange maritime
- (t) Santé et sécurité sociale
- (u) Travail, emploi et formation professionnelle
- (v) Éducation pré-scolaire, scolaire et extra-scolaire
- (x) Spectacles et divertissements publics
- (z) Expropriation à raison d'utilité publique, de biens situés dans la Région, ainsi qu'à des fins de réquisition civile
- (aa) Travaux publics et équipement social
- (bb) Communication sociale
- (cc) Investissement direct étranger et transferts de technologie
- (ff) Adaptation du système fiscale à la réalité régionale
- (gg) Statistique régionale
- (hh) Autres domaines qui ont rapport uniquement à la région ou qui y trouvent leur forme particulière.

Le Parlement régional peut également transposer les directive de l'Union européenne en droit régional et présenter des propositions de loi.

## Histoire
Le Statut actuel est, malgré les modifications assez substantielles de 1987 et 1998, le premier statut définitivement approuvé dans les conditions de la Constitution de 1976. Son vote, apparemment consensuel entre les grands partis du Portugal, a débouché sur la célèbre « guerre des drapeaux », qui se traduit par une série d'incidents protocolaires graves entre les organes régionaux et nationaux dans un mal-être généralisé, qui ne fut dépassé que par le mouvement du temps et la consolidation du régime d'autonomie. Malgré cela, reste le problème de l'inconstitutionnalité des domaines en rapport avec le vote des Açoriens résidents à l'extérieur de l'archipel.
Le Statut actuel a remplacé le statut provisoire qui avait été attribué lors de la révolution des Œillets par le décret-loi 318-B/76 du 30 avril, plus tard modifié par le décret-loi 427-D/76 du 1er juin, qui en pratique ont réalisé une transition avec le régime autonome démocratique.
Le concept de région (qui depuis a évolué en Région autonome), en remplacement des trois districts autonomes antérieurs (Ponta Delgada, Angra do Heroísmo et Horta), a été créé sous les auspices de la Commission de la planification régionale (créée par le décret-loi 48905 du 11 mars 1969). Ce concept embryonnaire de « région » unique, par le décret-loi 458-B/75 du 22 aout aida à créer le concept d'Assemblée administrative et de développement régionale (l'Assemblée régionale), texte qui fut par la suite modifié par le décret-loi 100/76 du 3 février.
Par cette transition rapide, fruit de la révolution d'avril, le Statut actuel est l'héritier direct du Statut des districts autonomes des Îles adjacentes, qui ont été créés par l'autonomie administrative contenue dans le décret du 2 mars 1895, promulgué sous l'impulsion de l'Açorien Ernesto Hintze Ribeiro, alors président du Conseil des ministres portugais.

## Évolution de 2008
En conséquence de la Loi constitutionnelle 1/2004 du 24 juillet, qui consolida et élargit de façon substantielle la capacité législative du Parlement açorien, le Statut est en cours de révision. La tendance est à l'approfondissement de l'autonomie politique et législative, la porte étant ouverte à la création d'un droit régional (une législation açorienne spécifiquement conçue pour la réalité insulaire), sur pratiquement toutes les compétences qui ne relèvent pas des organes de souveraineté de l'État. Même dans ce dernier cas, un droit propre pourrait être produit, après autorisation par voie législative de la part de l'Assemblée de la République. La « libre administration des Açores par les Açoriens », slogan des indépendantistes du XIXe siècle, se rapproche de la pratique.
Le texte, approuvé à l'unanimité de l'Assemblée de la République le 4 juillet 2008, a rencontré l'opposition du Président de la République en exercice, Cavaco Silva, qui l'a soumis préventivement au Tribunal constitutionnel. Ce dernier a censuré huit articles. Le Président a cependant maintenu, dans le second message à la Nation de sa mandature, ses réserves sur ce texte, notamment en ce qui concerne les conditions dans lesquelles le Président portugais peut dissoudre l'assemblée régionale des Açores. Après avoir renvoyé le texte à l'Assemblée de la république le 12 septembre 2008 en raison de son droit de véto pour inconstitutionnalité, le Président prévient de son intention d'utiliser son droit de véto politique une fois que les questions d'inconstitutionnalités seront résolues, si sa critique quant à la dissolution de l'Assemblée des Açores n'est pas entendue par l'Assemblée de la République. Le projet de loi revenu à l'Assemblée est finalement voté dans des termes proches de sa version d'origine, par une majorité de 60 % des députés, ne permettant pas au Président de faire usage du veto.